# Буа-дю-Казьє

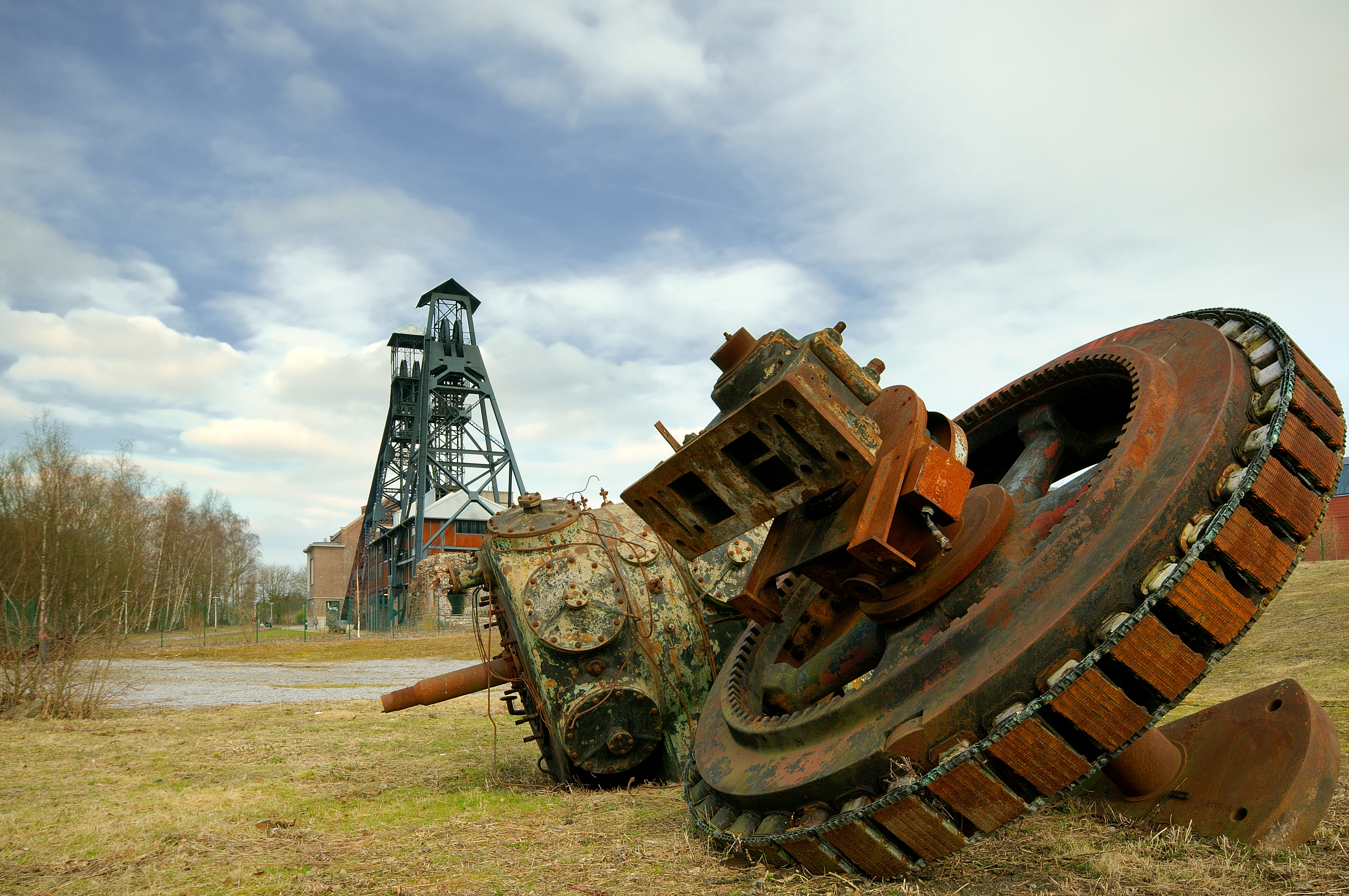
Буа-дю-Казьє

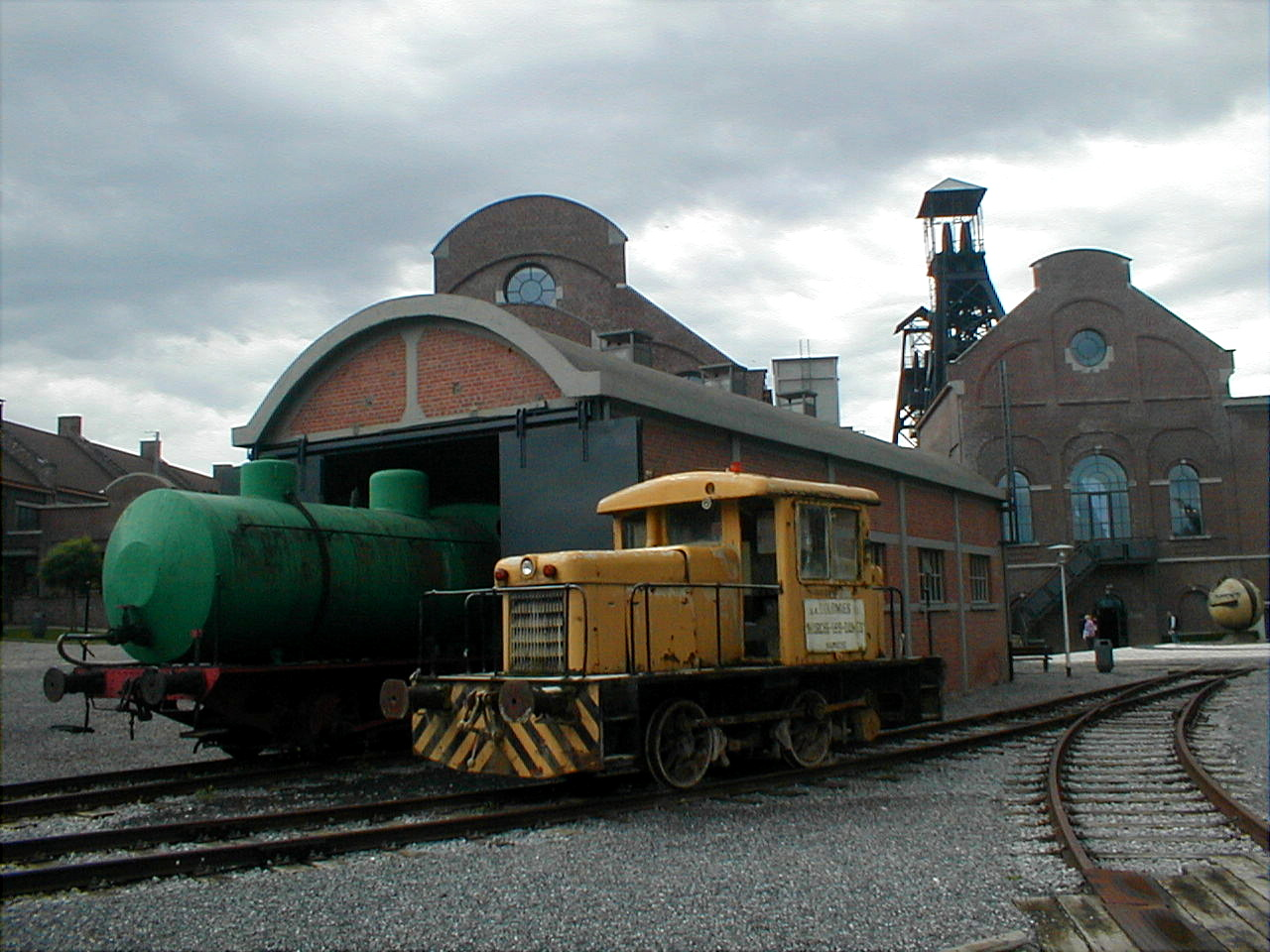
Експозиція (промислові локомотиви) на території шахти

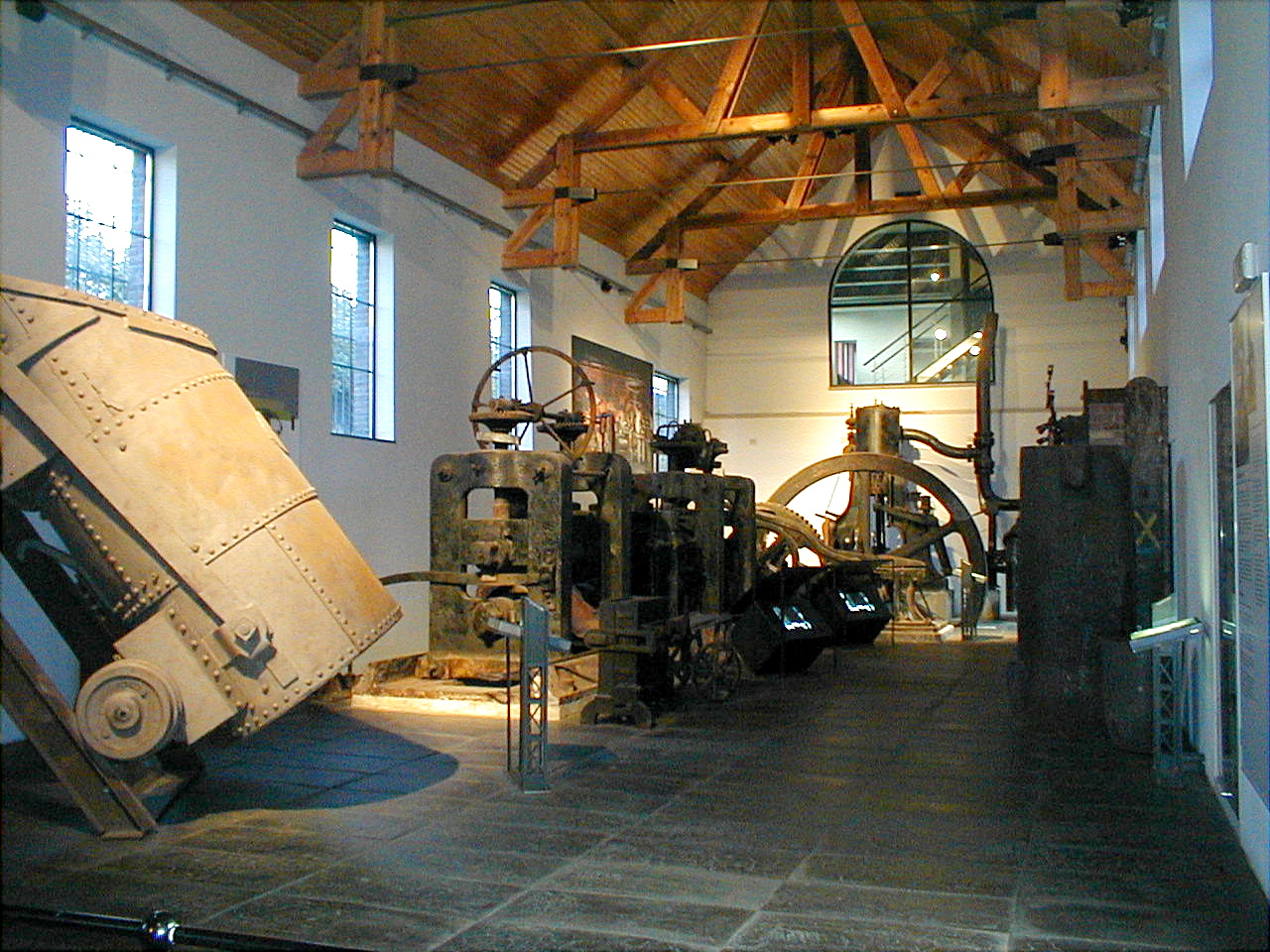
Один із залів музею промисловості

Буа-дю-Казьє (фр. Bois du Cazier) — колишня вугільна шахта в Шарлеруа (район Марсинель, до 1977 року був самостійною комуною), Бельгія. Шахта сумно відома як місце, де в 1956 році сталася найбільша катастрофа в історії гірничої справи Бельгії. Нині колишня шахта є музейно-меморіальним комплексом, присвяченим історії промисловості Валлонії і катастрофі 1956 року. У 2012 році разом із трьома іншими історичними шахтами Валлонії Буа-дю-Казьє було внесено до списку Світової спадщини ЮНЕСКО.

## Катастрофа 8 серпня 1956 року
8 серпня 1956 року на глибині 975 м у шахті виникла пожежа. Безпосередньою причиною пожежі стала людська помилка: робітник неправильно розмістив вагонетку в клітині вантажного ліфта. Коли ліфт почав рухатися, вагонетка зачепила і зламала дерев'яну балку кріплення, що, своєю чергою, привело до розриву електричних кабелів і трубопроводу, призначеного для олії гідравлічних машин, що використовувалися в шахті. Олія відразу ж спалахнула. Пожежа швидко поширилася шахтою.
Із 275 гірників, що перебували під землею у момент початку пожежі, вижило всього тринадцять осіб.
Серед загиблих бельгійці були меншістю (95 осіб), велику ж частину складали гастарбайтери, переважно італійці (136 осіб) і представники ще десяти інших національностей. Катастрофа привела до зміни структури імміграції до Бельгії. До катастрофи більшою частиною трудових мігрантів були італійці. У 1946 році Бельгія й Італія уклали договір про трудову міграцію, в результаті якого у Бельгію на тимчасове або постійне проживання приїхало приблизно півмільйона італійців, передусім для роботи в шахтах. Незабаром після катастрофи італійський уряд припинив співпрацю з Бельгією в області трудової міграції, внаслідок чого потік італійських трудових мігрантів вичерпався. Після цього Бельгія стала залучати для роботи в шахтах трудових мігрантів із Греції, Іспанії, а пізніше — Туреччини і Марокко.
Хоча безпосередньою причиною катастрофи була людська помилка, непрямою причиною був застарілий технічний стан шахти. На той час у гірничій промисловості Бельгії вже починалася криза (яка згодом призвела до її повного зникнення), що привело до недостатніх інвестицій і, як наслідок, до поганого технічного стану устаткування.

## Історія шахти після закриття
Шахту було відновлено після катастрофи, і вона експлуатувалася ще десять років до повного закриття в грудні 1967 року. У 1985 році організація італійців — колишніх шахтарів (багато хто з них не повернувся в Італію і залишився у Бельгії назавжди) — почала збір підписів за збереження комплексу шахти. Петицію, що налічувала тисячі підписів, було передано міській владі Шарлеруа. В результаті цієї ініціативи 28 травня 1990 року колишній шахті був присвоєний статус пам'ятки історії. Упродовж 1990-х років комплекс колишньої шахти був реконструйований і перетворений на музейно-меморіальний центр. Тут розміщені музей скла, музей промисловості та меморіальний музей катастрофи 1956 року.
У червні 2012 року в ході своєї 36-ї сесії Комітет Всесвітньої Спадщини ЮНЕСКО присвоїв статус пам'ятки Всесвітньої спадщини чотирьом колишнім шахтам Валлонії, зокрема і Буа-дю-Казьє.